# Рудня (Луцкий район)
Ру́дня (укр. Рудня) — село в Рожищенской городской общине Луцкого района Волынской области Украины.
До 2020 года входило в Рожищенский район.
Код КОАТУУ — 0724585901. Население по переписи 2001 года составляет 618 человек. Почтовый индекс — 45106. Телефонный код — 3368. Занимает площадь 2,09 км².